# Philipp Peter Roos

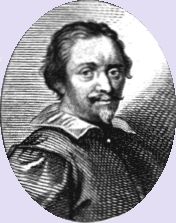
Philipp Peter Roos

Philipp Peter Roos (auch Rosa da Tivoli genannt; * 30. August 1657 in Sankt Goar; † 17. Januar 1706 in Tivoli bei Rom) war ein deutscher Maler.
Philipp Peter Roos war Sohn des Malers Johann Heinrich Roos und Bruder des Malers Johann Melchior Roos. Ausgebildet wurde er zunächst von seinem Vater und ab 1677 in Rom von dem Kirchenmaler Giacinto Brandi (1621–1691), seinem Schwiegervater.
Roos betätigte sich, in der Tradition der Familie, als Tiermaler. Oft hat er Ölbilder von Hirten und Herden in Landschaften gemalt. Anlässlich seiner Heirat musste er zum Katholizismus konvertieren. Wegen seiner häufigen Wohnungswechsel wurde ihm ein unstetes Leben nachgesagt. Letztlich ließ er sich in einem baufälligen Haus bei Tivoli nieder, wo er die Tiere seiner eigenen Herde zeichnete. Von Künstlerkollegen wurde sein Wohnort als „Arche Noah“ verspottet.
Eines seiner Werke „Landschaft mit Hirt und Herde“ ist 2021 - 102 Jahre nach seinem Raub aus der Neubrandenburger Kunstsammlung – aus Finnland nach Mecklenburg zurückgekehrt. 1926 hatte es der finnische Verleger und Kunstsammler Amos Andersen – nichts ahnend zum Hehler geworden – erworben. Dessen Sammlung bildete 1965 den Grundstein für das größte private finnische Kunstmuseum, das Amos Andersen Kunstmuseum in seinem ehemaligen Wohnhaus.
Roos´ Söhne, die ebenfalls Landschaften mit Tieren malten, waren Jakob Roos (* um 1682 in Rom; † um 1730 in Neapel), genannt „Rosa da Napoli“, und Cajetan Roos (* 1690 in Rom; † 1770 in Wien), genannt „Gaetano Rosa“. Auch dessen Sohn Joseph Roos setzte zunächst die Familientradition fort, malte später jedoch meist religiöse Werke.

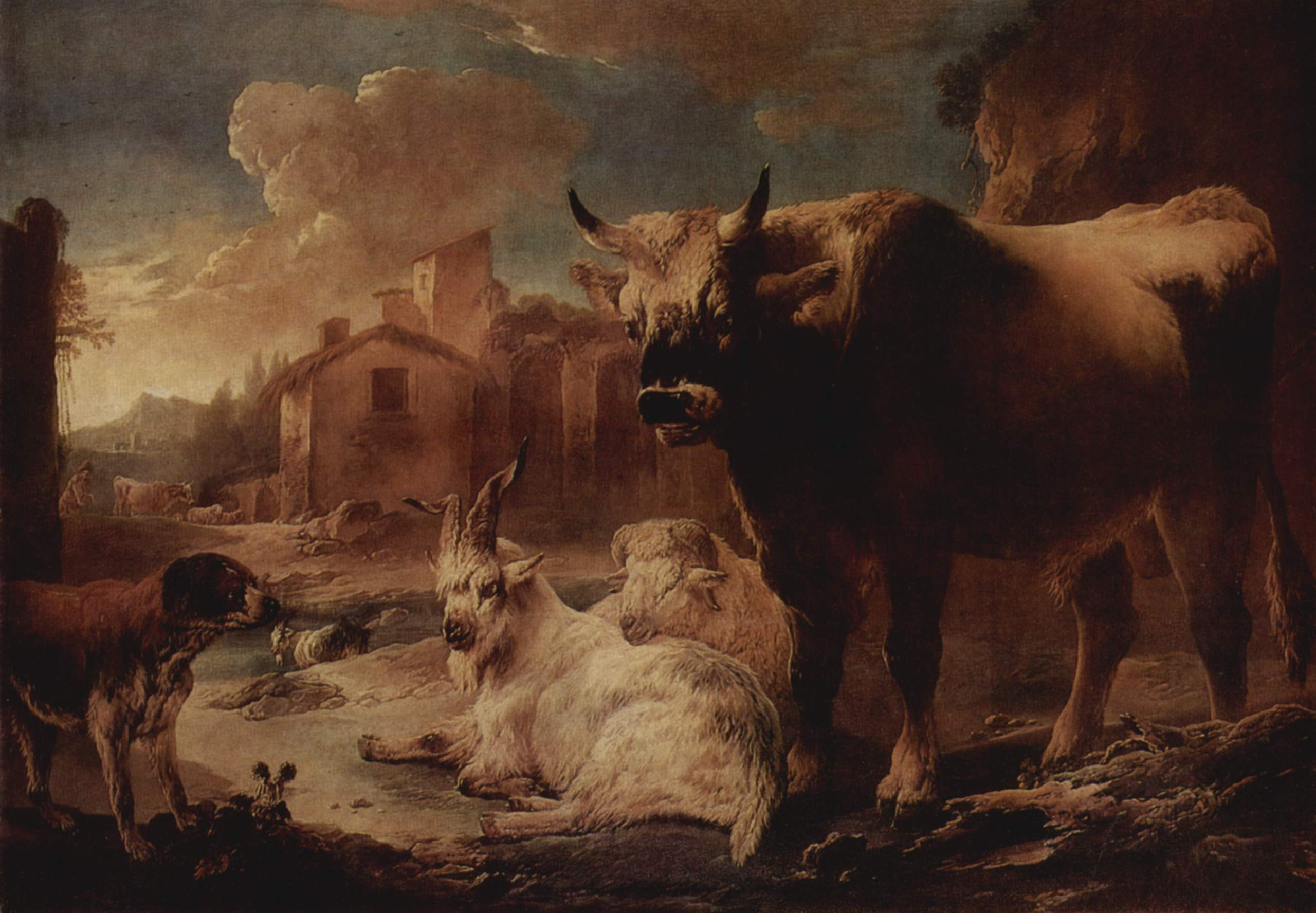
Landschaft mit Herde
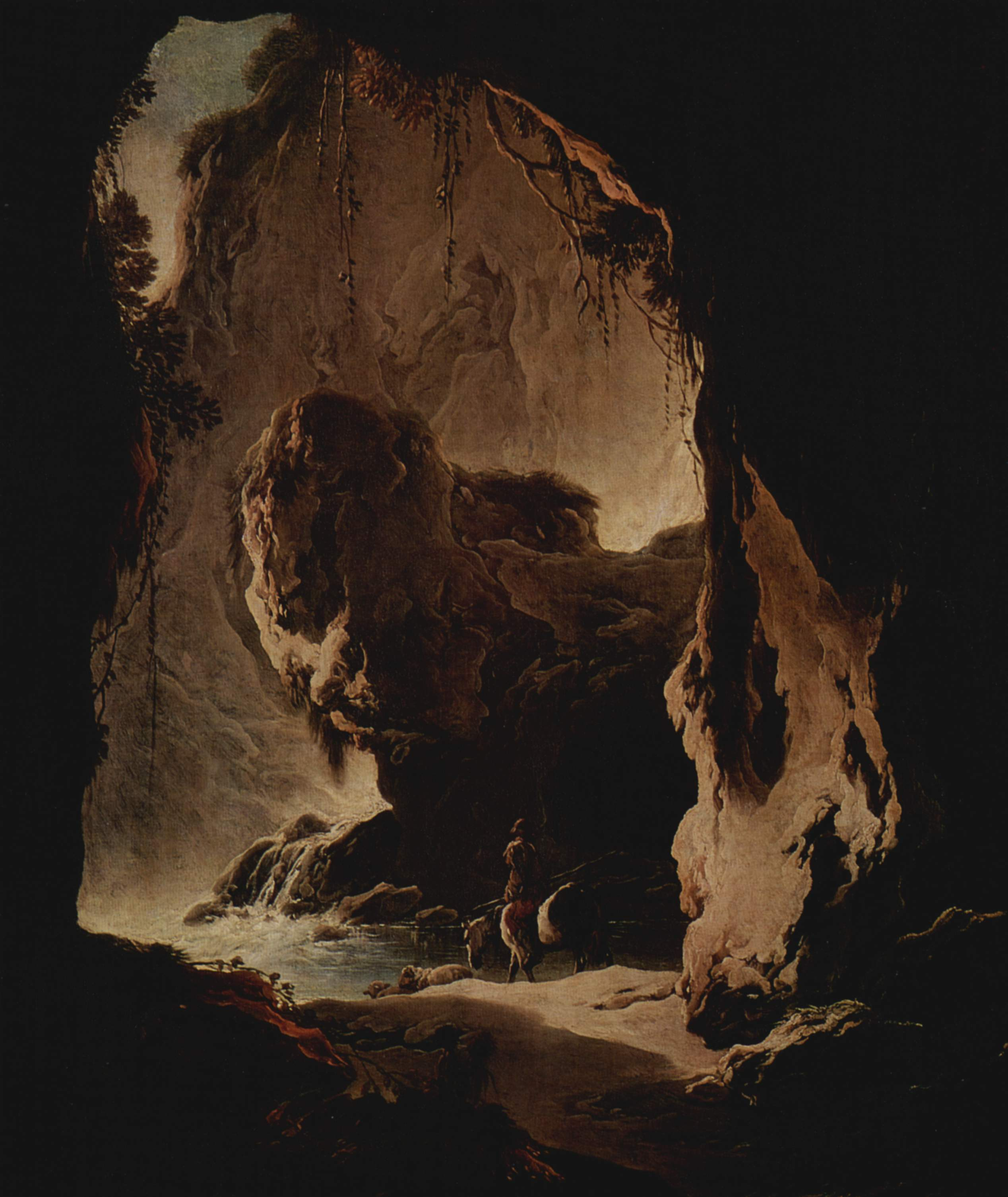
Landschaft mit Grotte